# Emesa (bedrijf)
Emesa is een internationaal opererend in Nederland gevestigd e-commercebedrijf. Het is vooral bekend van het merk VakantieVeilingen. Daarnaast zijn er merken als ActievandeDag, TicketScout en VavaBid. Deze merken zijn afzetkanalen voor bedrijven uit onder meer de vrijetijds- en reiswereld. In 2017 kwam het grotendeels in handen van Talpa Network van John de Mol.
In Nederland is Emesa marktleider op het gebied van vrijetijd en e-commerce. Zo zou VakantieVeilingen ongeveer 7 miljoen maal per maand bezocht worden. 
Emesa is in 2004 opgericht door Dirk Jan Koekkoek, Michael van Beers en Marcel Beemsterboer. In 2011 werd 60% van het belang doorverkocht aan een investeringsmaatschappij, waarna het via een aantal tussenstappen in 2017 terechtkwam bij Talpa Network, een bedrijf van John de Mol.
Bij Emesa werken ongeveer 250 mensen, veelal specialisten op het gebied van informatietechnologie, marketing en verkoop. De omzet van de onderneming is 100 miljoen euro (2016). Het bedrijf is ook buiten Nederland actief, onder meer in België. Het bedrijf biedt diensten aan op het gebied van beheer, marketing en onderzoek aan consumentengedrag. Behalve diverse attractieparken en hotelketens behoren ook luchtvaartmaatschappij Transavia en eigenaar van bungalowparken Center Parcs tot de partners van Emesa.

## Link
- emerce.nl
- vakantieveilingen.nl